# Spiral (film, 2021)
Pour les articles homonymes, voir Spiral (homonymie).
Ne doit pas être confondu avec Spiral (film), Spirale (film) ou La Spirale (film).
Pour plus de détails, voir Fiche technique et Distribution.
Spiral est un long métrage français écrit et réalisé par Sofiene Mamdi, sorti en 2020.

## Fiche technique
- Réalisation et scénario : Sofiene Mamdi
- Montage : Bogdan Kipkalo
- Photographie : Adonis Romdhane
- Pays de production :  France
- Dates de sortie :
  - États-Unis : 2020 (Festival du film de Los Angeles)
  - France : 15 septembre 2021 (sortie nationale)

## Distribution
- Sofiene Mamdi : Alexander Farsan
- Constantin Leu : Olivier Rainer
- Cécile Fisera : Eva
- Julien Romano : Thomas
- Lara Mistretta : Caroline
- Solène Salvat : Anne

## Production
Spiral est tourné à Paris.

## Distinctions
Le film est sélectionné et primé dans plusieurs festivals internationaux en 2020, comme le Festival du film de Los Angeles ou le Cine Pobre Film Festival,,,,,,,.